# Georgette Vandyck
Georgette Alphonsine Philomène Vandyck (Anderlecht, 20 februari 1906 - Sint-Jans-Molenbeek, 10 december 1996) was een Belgische atlete, die gespecialiseerd was in het kogelstoten, speerwerpen en discuswerpen. Ze werd viermaal Belgische kampioene. Ze speelde ook voetbal.

## Biografie
Vandyck zette in 1921 de Belgische records kogelstoten op 7,585 m met één hand en 13,42 m met twee handen. Het jaar nadien was ze ook de eerste recordhoudster bij het speerwerpen. 16,18 m met één hand en 29,68m met twee handen. Ze werd dat jaar op beide nummers Belgisch kampioene. Bij het kogelstoten bracht ze het Belgisch record met twee handen naar 14,01 m. Later dat jaar verbeterde ze haar record speerwerpen tot 20,21 m en haar record kogelstoten naar 8,045 m.
In 1923 verbeterde Vandyck ook beide records in het discuswerpen. Dat met beide handen tot 47,09 en later dat met één hand tot 27,17 m. Zowel in 1923 als in 1924 werd ze Belgisch kampioene in het speerwerpen. In 1925 bracht ze het Belgisch record op dat nummer naar 42,21 m.

### Clubs
Vandyck was voor atletiek aangesloten bij Sporting Club Anderlecht. Ze speelde ook voetbal bij Brussels Femina Club. Ze was actief als verdediger.

## Belgische kampioenschappen
| Onderdeel   | Jaar             |
| ----------- | ---------------- |
| kogelstoten | 1922             |
| speerwerpen | 1922, 1923, 1924 |

## Palmares

### kogelstoten
- 1922:  BK AC – 14,01 m (2H) (NR)
- 1926:  BK AC – 15,65 m (2H)

### discuswerpen
- 1923:  BK AC – 24,55 m
- 1924:  BK AC – 25,55 m

### speerwerpen
- 1922:  BK AC – 30,53 m (2H)
- 1923:  BK AC – 33,90 m (2H)
- 1924:  BK AC – 35,63 m (2H)
- 1925:  BK AC – 38,24 m (2H)